# Ан-50
Ан-50 — радянський проєкт транспортно-пасажирського літака, що розроблявся у СРСР в ОКБ О. К. Антонова в 1972 році на базі турбогвинтового Ан-24РВ. Силова установка: чотири ТРД АІ-25 (тяга кожного по 1750 кгс) у двох спарених гондолах на пілонах під крилом.
За розрахунками, при злітній вазі 24,6 т крейсерська швидкість складала 490 км/год, практична стеля ― 9400 м, довжина розбігу при злеті ― 520 м, пробігу при посадці ― 640 м.
Конструкція ― літак нормальної аеродинамічної схеми, високоплан.
Збудований не був.